# Numenoides
Numenoides este un gen de molii din familia Lymantriinae.